# Тимур Ганієв
Тимур Ганієв (нар. 24 жовтня 1975) — колишній узбецький тенісист.
Найвищу одиночну позицію світового рейтингу — 712 місце досяг 27 квітня 1999, парну — 577 місце — 1 листопада 1999 року.

## Фінали ITF Ф'ючерс

### Парний розряд: 1 (0–1)
| Результат | В-П | Дата     | Турнір               | Покриття | Партнер       | Суперники                 | Рахунок  |
| --------- | --- | -------- | -------------------- | -------- | ------------- | ------------------------- | -------- |
| Поразка   | 0–1 | Бер 1999 | Філіппіни F2, Маніла | Тверде   | Джессі Валтер | Маркус Гільперт Ендрю Рюб | 5–7, 4–6 |